# Microrégion de Barreiras
 (février 2025).
Si vous disposez d'ouvrages ou d'articles de référence ou si vous connaissez des sites web de qualité traitant du thème abordé ici, merci de compléter l'article en donnant les références utiles à sa vérifiabilité et en les liant à la section « Notes et références ».
La microrégion de Barreiras est l'une des trois microrégions qui subdivisent l'extrême ouest de l'État de Bahia au Brésil.
Elle comporte 7 municipalités qui regroupaient 232 592 habitants en 2006 pour une superficie totale de 52 779 km2.

## Municipalités[1]
- Baianópolis
- Barreiras
- Catolândia
- Formosa do Rio Preto
- Luís Eduardo Magalhães
- Riachão das Neves
- São Desidério